# ديميتري أندريفيتش غولوبيف
ديميتري أندريفيتش غولوبيف هو لاعب كرة قدم روسي في مركز الدفاع، ولد في 5 يناير 1985 في ياروسلافل في روسيا. لعب مع شينيك ياروسلافل.

## وصلات خارجية
- ديميتري أندريفيتش غولوبيف على موقع قاعدة بيانات كرة القدم.إي يو (الإنجليزية)
- ديميتري أندريفيتش غولوبيف على موقع Soccerway.com (الإنجليزية)